# Елізабет Арден
Елізабет Арден (англ. Elizabeth Arden, справжнє ім'я Флоренс Найтінгейл Грем; 31 грудня 1881, Вудбрідж — 18 жовтня 1966, Нью-Йорк) — канадська підприємиця, косметологиня, засновниця косметичної імперії Elizabeth Arden Inc. у США. Завдяки роботі компанії «Helena Rubinstein» та Арден у США змінилося ставлення до косметики на інструмент оздоровлення та прикмету вишуканої жінки. На момент смерті вона мала дохід 60 млн доларів США.
У компанії «Елізабет Арден» почали навчати жінок наносити макіяж і перші в світі почали наукові розробки косметики. Завдяки цій компанії з'явилися координуючі тіні та кольори для очей, губ і всього обличчя. Обігнавши час, Арден запропонувала догляд за всім тілом, а не тільки за обличчям. Запропонувала серії кремів для шкіри різних типів, засновані на чотирьох етапах: очищення, тонізація, зволоження та живлення; косметику для очей, парфум і декоративну косметику. Одна з перших стала трепетно ставитися до упаковки, роблячи її не просто помітною, а «витвором мистецтва».
Самої естетики того, що леді настільки ж зобов'язана бути нафарбованою, як і одягненою, світ зобов'язаний Арден — до цього макіяж асоціювався з проституцією. Вона спрямовувала свою діяльність на жінок середніх років, пропонуючи їм омолодження і красивий образ. Вона, наприклад, розкішно обладнала свої салони, щоб залучити більш заможних жінок. Нині «Елізабет Арден» — дочірня компанія Unilever.
Арден перша створює комерційне шоу під час сеансів кіно як рекламу своєї продукції. Вона одна з перших співпрацювала з випуском автомобілів класу люкс, назвавши це «Шлях до краси з розкішшю», додавши в кожний Крайслер кейс з косметикою. Арден одна з перших підписала контракт з супермоделлю, використовуючи її як обличчя марки.
Елізабет Арден також захоплювалася і розводила коней.

## Біографія
Флоренс Найтінгейл Грем народилася 31 грудня 1884 року у місті Вудбрідж у Канаді, поблизу Торонто, п'ятою дитиною в родині. Її батьки — Вільям Грем та Сьюзен Тодд — емігрували до Канади з Корнуолла у Великій Британії в 1870 році.
Мати померла рано, а грошей часто не вистачало навіть для навчання у школі. Вже у 6 років вона допомагала батькові на місцевому ринку торгувати овочами, де часто бачила забезпечених і красивих жінок.
У Торонто вчилася в школі медсестер. Там же вперше замислюється про косметологію. Після навчання влаштовується в сільську лікарню, що визначило її подальшу долю: вона вирішила розбагатіти на кремі. До такої ідеї її підштовхнула робота, де вона помітила ефект зміни шкіри від мазі з білків. Довгі експерименти з яйцями і білковою сумішшю остаточно вивели з терпіння батька, який поставив їй ультиматум: або негайний шлюб, або пошук гарної роботи, щоб забезпечити себе самостійно.

### Заснування бізнесу в Нью-Йорку
Грем вибрала друге і поїхала в місто надій — Нью-Йорк, куди перебралася за одними даними у 1907 році, за іншим у 1908 році. У цьому місті вона насамперед звернула увагу на велику кількість розкішних жінок, які хотіли стати ще розкішнішими.
На початку їй доводилося працювати в хімічній лабораторії і тільки потім вона влаштувалася на роботу до одного з піонерів косметичного бізнесу. Вона працювала помічницею у косметичному магазині, допомагаючи відвідувачкам в основах макіяжу.
В цей час вона формулює свою життєву позицію: «Я хочу домогтися того, щоб жінка без макіяжу відчувала себе голою».
Накопичених грошей та знань вже вистачало для відкриття власної справи, але не вистачало щасливого випадку, який підвернувся, коли вона зустрілася з Елізабет Габбард. На той момент Габбард вже мала кілька продуктів по догляду за шкірою, а у Флоренс Грем були навички торгівлі. Так на П'ятій вулиці Нью-Йорка з'являється магазин «Елізабет». Однак бізнес розпався швидко: вже в 1909 році власниці посварилися і Габбард пішла, залишивши магазин на Грем. У 1914 році бізнес розростається, Грем збирає гроші, додає до назви «Арден», запозичивши його з поеми Альфреда Теннісона «Єнох Арден». Пізніше ця назва стала її ім'ям.

### Пік успіху
Хоча грошей у Арден було небагато, вона вже тоді вирішила, що її косметики гідні тільки представниці вищого світу і всі навколо повинні говорити про це. Тому в 1910 році вона, зайнявши гроші, розкішно обладнує трикімнатний салон і оформляє вхідні двері в червоний, пояснивши тим, що це має привернути увагу як червоний колір світлофора і змусити людину увійти.
Обганяючи час, Арден пропонує доглядати не тільки за обличчям, але і за всім тілом; пропонує серії кремів для різних типів шкіри, засновані на чотирьох етапах: очищення, тонізація, зволоження та живлення. Трохи пізніше до цього списку додасться косметика для очей, парфуми та декоративна косметика. Упаковка стає елегантною і помітною на тлі конкурентів, кожна з них стане витвором мистецтва.
Арден перша створює комерційне шоу під час сеансів кіно як рекламу своєї продукції. Пізніше вона об'єднає ім'я компанії з випуском автомобілів класу люкс, назвавши це «Шлях до краси з розкішшю». Кожен автомобіль фірми «Крайслер» передбачає спеціальний кейс в салоні, наповнений продуктами компанії. У той же час підписується контракт з супермоделлю Ембер Валета — майбутнім обличчям марки. Кілька парфумерних ароматів були створені у співпраці з Карлом Лагерфельдом, Ніно Черруті, Валентино, Жан-Луї Шеррером, Будинком Хлоє та Елізабет Тейлор.
У 1918 році Арден одружується з Томасом Льюїсом Дженкінсоном і отримує американське громадянство. Чоловік допомагає їй (як комерційний директор) вести бізнес до 1935 року, однак вона не виділяє йому частину своєї корпорації, аргументуючи тим, що компанія її, а він лише працівник. Вони розлучаються, і Томас іде в конкуруючу фірму — «Helena Rubinstein».

### Відкриттяспа-салонів
У 1934 році Арден будує у місті Рим, штату Мен, перший у США спа-салон, який називає «Maine Chance Beauty SPA» («Головний шанс краси»). Передбачалося, що на 480 гектарах розташовуватиметься стайня (пристрасть Арден) і парові лазні. Сам спа-салон пропонує тренування, ведення дієти, віск, догляд за обличчям і грязьові маски. Частину персоналу, наприклад шеф-кухаря, запросили з-за кордону.
Вдалий досвід був неодноразово повторений як у США, так і за кордоном. Салони Елізабет Арден в кінцевому рахунку були скрізь: в США, Європі, Австралії та Південній Америці — всього більше 100. Після смерті Арден господарство було розділено на кілька менших ділянок і розпродано. Європейські відділення спа-салонів були під слідством ФБР, так як передбачалося, що вони використовувалися для укриття нацистів.

### Пізні роки
У 1942 році Арден одружується з князем Михайлом Євлоновим, у 1944 вони розлучилися. У салонах Арден було вироблено понад 300 найменувань косметики. Як заповідала підприємиця, її товари повинні продаватися за високою ціною, що додасть образу неповторності та якості.
Журнал Time у 1946 році помістив фото Елізабет Арден на обкладинку.
Елізабет Арден померла в лікарні Ленокс-Гілл на Мангеттені в 1966 році . Вона була похована на кладовищі Сонна лощина в Сліпі-Голлоу, штат Нью-Йорк.
Вона залишила після себе 17 компаній, 40 салонів краси і особистий статок у 11 млн доларів.

## Кінництво
Одним із захоплень Елізабет Арден були скакові коні. Наприклад, кінь з її стаєнь виграв дербі в Кентуккі у 1947 році. Вона особисто дбала про коней, навіть сама втирала їм крем в шкіру після перегонів, що іронічно сприймали професіонали. Для лікування ран своїх коней вона розробила спеціальний крем, що загоював рани.

## Галерея

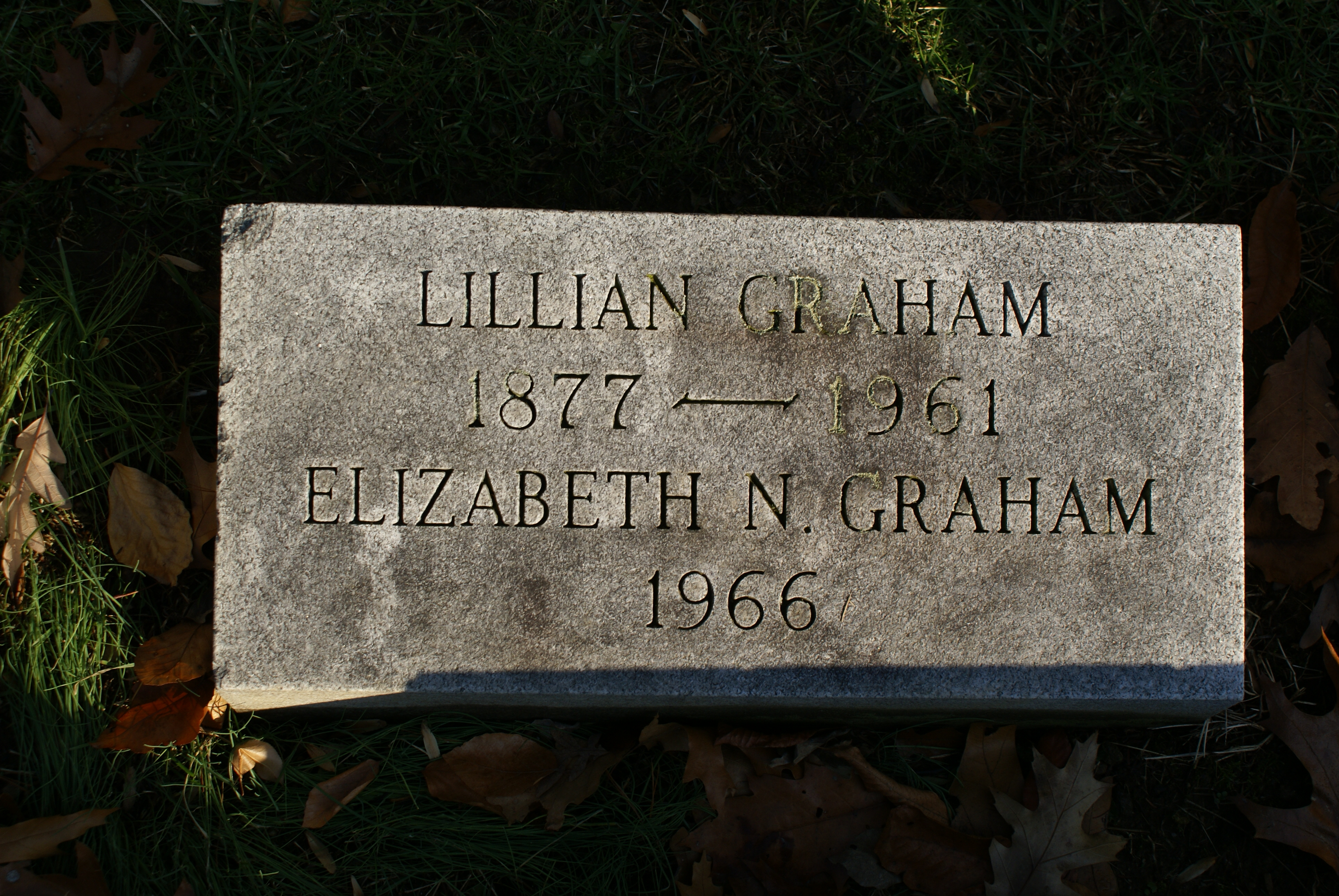
Надгробок, верхня частина
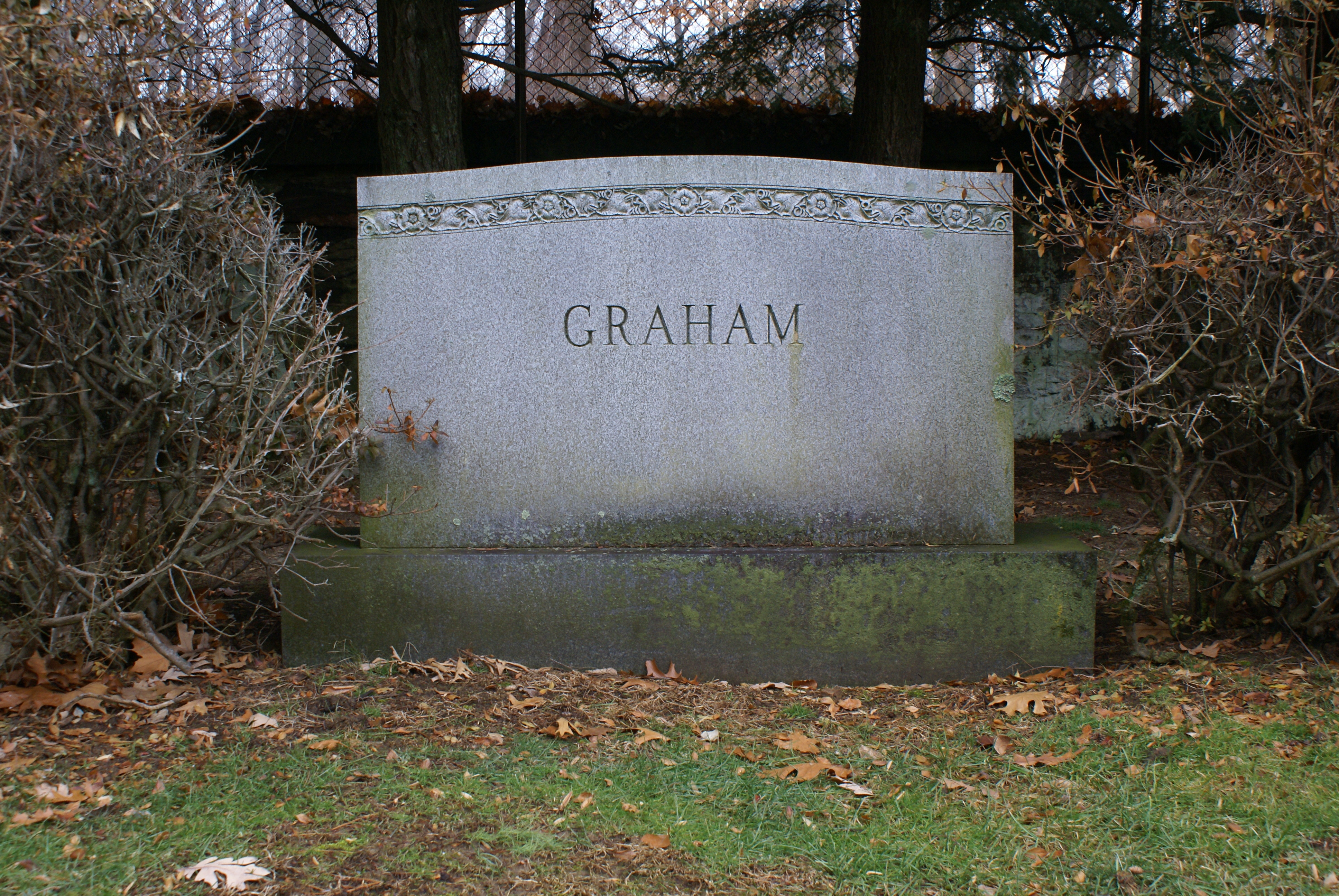
Надгробок, лицьова сторона

## Фільми
- Der Puderkrieg — документальний фільм — США, 2007